# 김제농생명마이스터고등학교
김제농생명마이스터고등학교(金堤農生命마이스터高等學校)는 대한민국 전북특별자치도 김제시 신풍동에 있는 공립 고등학교이다.

## 학교 연혁
- 1950년 6월 1일 : 김제농업중학교 개교
- 1951년 8월 21일 : 김제농업고등학교 인가, 농업과 축산과 신설
- 1976년 3월 23일 : 중.고 분리
- 1985년 8월 30일 : 김제중앙중학교 이전으로 교사 인수
- 1991년 1월 18일 : 학생과학 영농교육원을 전라북도 농업계고등학교 농업기계 공동 실습소로 개칭 개원(조례2005)
- 1991년 11월 5일 : 씨름부 창단
- 1998년 3월 1일 : 김제자영고등학교 교명 변경
- 1998년 10월 30일 : 첨단 돈사 준공
- 1998년 12월 20일 : 자영과 기숙사 준공(5층)
- 2008년 3월 1일 : 교육과학기술지정 직업교육 연구학교(교육과정분야) (2년간)
- 2015년 10월 28일 : 제11차 산업수요맞춤형 고등학교(마이스터고등학교) 지정
- 2017년 3월 1일 : 마이스터고등학교 개교(김제농생명마이스터고등학교) 종자산업과 2학급(36명), 첨단시설과 1학급(18명), 식품가공과 2학급(36명) 총 90명
- 2020년 3월 1일 : 식품가공과를 바이오식품과로 학과 개편
- 2021년 1월 8일 : 제68회 82명 졸업
- 2021년 3월 1일 : 자율학교 지정 운영(3년간)
- 2021년 9월 1일 : 김용재 교장 취임
- 2024년 3월 1일 : 첨단시설과를 스마트팜산업과로 학과 개편
- 2024년 3월 4일 : 2024학년도 신입생 92명 입학

## 설치 학과
- 바이오식품과
- 스마트팜산업과
- 종자산업과

## 참고 자료
- 김제농생명마이스터고등학교 - 한국교육학술정보원 학교알리미